# Микитась, Максим Викторович
Макси́м Ви́кторович Микита́сь (укр. Максим Вікторович Микитась; род. 13 сентября 1980, Припять, Киевская область) — украинский предприниматель и политик. Депутат Верховной рады Украины VIII созыва, экс-президент Украинской Государственной строительной корпорации, депутат Киевского городского совета VII созыва (2014—2015 годы), вице-президент Академии строительства Украины.

## Биография
Родился 13 сентября 1980 года в городе Припять Чернобыльского района Киевской области в семье энергетиков. Родители работали на Чернобыльской АЭС. После аварии на ЧАЭС в шестилетнем возрасте переехал вместе с семьей в Киев. В 1997 году с отличием окончил киевскую среднюю школу № 286.
В 2002 году с отличием окончил Киевский национальный экономический университет по специальности «Финансы и кредит». Получил квалификацию магистра по финансовому менеджменту. В 2003-м стал сертифицированным специалистом по управлению проектами категории «Д» (сертификат Украинской ассоциации управления проектами «УКРНЕТ»). В 2013 году получил степень кандидата экономических наук по специальности «Экономика и управление предприятиями (экономика строительства)» в Киевском национальном университете строительства и архитектуры. В 2014 с отличием окончил Национальную академию государственного управления при Президенте Украины. Получил квалификацию магистра управления общественным развитием.

### Предпринимательская деятельность
В 2002 году начал работать экономистом по финансовой работе в группе управления проектом «Армянск» и группы управления проектом «Титан и Каборга» в ОАО «Южтеплоэнергомонтаж». С 2004 по 2007 годы занимал должности заместителя главы правления по экономике и финансам, а также главы правления ОАО «СМУ Киевской ТЭЦ-6».
В 2007—2010 годах — генеральный директор и директор строительных организаций ООО «СК „Укрстроймонтаж“» и ЧАО «Киевсоцбуд».
С июня 2010 по август 2016 года — президент Украинской государственной строительной корпорации. Уволен с должности в связи с избранием народным депутатом.

### Политическая деятельность
В 2014—2019 годах — депутатом Киевского городского совета, заместитель председателя постоянной комиссии по вопросам градостроительства, архитектуры и землепользования. Прошел как беспартийный по списку политической партии «УДАР». Вошел в состав депутатской фракции «УДАР-Солидарность».
С 17 июля 2016 года — народным депутатом. Прошёл на промежуточных выборах, был самовыдвиженцем по одномандатному избирательному округу № 206 (Черниговская область), набрал 31,45 % голосов избирателей.
25 декабря 2018 года включён в санкционный список России.

## Семья
Отец — Виктор Григорьевич Микитась (1946—2016), работник Чернобыльской атомной электростанции и ликвидатор аварии на ней, глава наблюдательного совета «Укрэнергомонтажа» — компании, занимавшейся постройкой саркофага.
Мать — Лидия Григорьевна Микитась (урожд. Красножон, род. 1950) — также бывшая работница ЧАЭС.
Максим Микитась женат, воспитывает двух дочерей.

## Награды
- Титул «Человек года — 2014» в номинации «Бизнесмен года» общенационального проекта «Человек года» (2015)[11][12].
- Орден Украинской православной церкви Святителя Николая Чудотворца «За благотворительность».
- Орден Украинской православной церкви Святителя Феодосия Черниговского.
- Орден Украинской православной церкви святого апостола Андрея Первозванного.